# Looking for Eric
Looking for Eric is een Britse film over voetbal en hoe het voor de fans een uitweg is uit de moeilijke tijden in het leven. Het scenario werd geschreven door Ken Loach, die de film tevens regisseerde, en Paul Laverty. Voormalig voetballer Éric Cantona speelt zichzelf in een hoofdrol.

## Verhaal
Eric Bishop is een postbode die dol is op voetbal, maar door een lastige periode gaat. Door op zijn kleinkind te passen komt hij weer in contact met zijn ex-vrouw, en zijn stiefzoon verbergt een wapen in opdracht van een plaatselijke crimineel. Als hij het moeilijk heeft, fantaseert hij dat zijn voetbalheld Cantona hem bezoekt en hem raad geeft.

## Rolverdeling
- Éric Cantona - Zichzelf
- Steve Evets - Eric Bishop
- Stephanie Bishop - Lily
- Gerard Kearns - Ryan
- Stefan Gumbs - Jess
- Lucy-Jo Hudson - Sam
- Cole Williams - Daisy
- Dylan Williams - Daisy
- Matthew McNulty - Jonge Eric
- Laura Ainsworth - Jonge Lily
- Max Beesley - Erics vader
- Kelly Bowland - Ryans vriendin
- Julie Brown - Nurse
- John Henshaw - Meatballs
- Des Sharples - Jack
- Justin Moorhouse - Speen
- Smug Roberts - Smug
- Mick Ferry - Judge
- Greg Cook - Monk
- Johnny Travis - Travis
- Steve Marsh - Zac
- Cleveland Campbell - Buzz
- Ryan Pope - Fenner